# 文野環
文野 環（ふみの たまき）は、ANYCOLOR株式会社が運営するにじさんじに所属するバーチャルライバー。キャラクターデザインはねづみどし。主な活動場所はYouTube。

## 来歴
2018年3月15日より、にじさんじ公式バーチャルライバー2期生として配信活動を開始。
活動当初は「野良猫」の名前で活動していたが、視聴者による募集・投票で「文野環」に決定した。
2021年9月4日にはチャンネル登録者数30万人を突破した。

## 人物
公式サイトには「日中は寝てばかりいるが、自分の縄張りを守るため一日数回散歩する。縄張りにくる者には一度襲いかかる。 縄張りを奪う気がないとわかると、優しくなり道案内をする。 そして猫缶を要求してくる。道端でスマホを拾ったらしい。」とある。

### 配信
猫とだけあって自由奔放な配信スタイルが特徴的である。